# Franjo Arapović
Franjo Arapović  (Mostar, RFS Yugoslavia, 2 de junio de 1965), fue un jugador de baloncesto croata. Con 2.15 de estatura, jugaba en la posición de pívot. Consiguió 4 medallas en competiciones internacionales, dos con Yugoslavia y otras dos con Croacia. Es el padre del también jugador de baloncesto Marko Arapović.

## Equipos
- 1983-1993 Cibona Zagreb
- 1993-1994 KK Split
- 1994-1995 Zrinjevac Zagreb
- 1995-1996 Pallacanestro Trapani
- 1996-1998 Žalgiris Kaunas
- 1998-1999 Antalya Büyükşehir
- 1999-2000  KK Olimpia Osijek
- 2000 Hapoel Jerusalem BC
- 2000-2001 Krka Novo Mesto
- 2001-2002 KK Kvarner

## Palmarés
- Liga de Yugoslavia: 2

Cibona de Zagreb:  1983-84, 1984-85
- Copa de Yugoslavia: 3

Cibona de Zagreb: 1985, 1986, 1988
- Euroliga: 2

Cibona de Zagreb:  1985, 1986.
- Recopa: 2

Cibona:  1986-87
Zalguiris Kaunas:  1997-98
- Liga de Croacia: 2

Cibona:  1992, 1993
- Copa de Croacia: 1

KK Split:  1994
- Liga de Lituania: 2

Zalguiris Kaunas:  1997, 1998